# Villa La Suvera
La Villa La Suvera è un edificio storico rinascimentale, situato nella frazione di Pievescola, nel comune toscano di Casole d'Elsa.

## Le origini
Le origini della Suvera risalgono all'Alto Medioevo, quando viene menzionata una famiglia di origine feudale, i "Signori della Suvera", che presidiavano anche parte della Montagnola, da un insediamento che poi venne abbandonato, ma ancora individuabile, benché nello stato di rovina, chiamato 'il castellaccio'. Possiamo ipotizzare che l'abitato attorno alla Pievescola sia stato ad un certo punto fortificato, con l'edificazione di un castello, forse in un tempo antecedente l'inglobamento nella sfera d'influenza senese. Molto prossimi sono i luoghi, come Abbadia a Isola, legati alla leggendaria Contessa Ava Matilda de' Franzosi, parente del Re di Francia Clodoveo, conosciuta come "la Regina di Montemaggio". Si dice che a lei si debba l'antico nome La Suvera, derivante dal francese souveraine, la sovrana. Anche la potente contea confinante degli Ardengheschi, longobardi discendenti da Ardengo, conte palatino di Carlo Magno, incentrata sulle Colline Metallifere, può aver condizionato in epoca feudale questa zona, di frizione tra signorie di origine longobarda e l'emergente potere comunale della città-stato di Siena. 
Successivamente La Suvera, assorbita nell'orbita economica e politica di Siena, ne seguì le alterne fortune, fino a che la famiglia Chigi, per conto del Magnifico Agostino Chigi, banchiere del papa, la acquisì per donargliela, tramite il signore di Siena Pandolfo Petrucci, per potersi ingraziare il nuovo papa, il ruvido e bellicoso Giuliano della Rovere, per poter proseguire le loro attività bancarie per conto del Papa in regime di monopolio. La Suvera non diventava così una delle proprietà personali del Papa, dove si ritirava di tanto in tanto per riposare, ma si configurava come un'acuta operazione diplomatica per collocare a Siena le supposte, e leggendarie origini nobili del Papa, anche con un'opportuna assonanza nel nome (la suvera, come la rovere, fa parte della stessa famiglia delle querci), e con la suggerita discendenza dai conti Ghiandaroni di Siena, per dare finalmente un lignaggio illustre alla sua famiglia di origini plebee.
Giulio II, come principe di una corte rinascimentale, politico e guerriero esso stesso, coltivava appassionatamente l'arte, anche come espressione del suo prestigio. Durante il suo pontificato fu un mecenate per artisti del calibro di Raffaello, Michelangelo e Bramante. A lui si devono gli affreschi delle stanze del Vaticano, la Cappella Sistina e il progetto per la nuova Basilica di San Pietro, così come altre ardite e ambiziose commesse artistiche. E a lui si deve anche un importante intervento di ristrutturazione della Suvera, affidato all'architetto senese Baldassare Peruzzi, già impegnato in importanti cantieri a Siena e a Roma per i Chigi, perché mitigasse la severità medioevale dell'antica fortezza, aggiornandola al sontuoso gusto rinascimentale. Peruzzi riuscì nell'impresa di adeguare l'edificio unendo due torri originarie con un corpo a doppio porticato, completato dai loggiati, nella villa che si può ammirare oggi, applicando un paradigma di villa-fortezza, un modello che ha avuto particolare fortuna in Toscana.
Da Giulio II la Suvera passò ai suoi discendenti della Rovere. Dal nipote di Giulio II, Niccolò della Rovere, ritornò ai Chigi di Siena, e nel corso del tempo, attraverso matrimoni, successioni e acquisizioni passò dalle mani di diverse prestigiose famiglie senesi e romane, fino all'ultimo dopoguerra, quando pervenne agli attuali proprietari, i Marchesi Ricci che, come testimoniato dai registri notarili senesi, ne erano stati proprietari già nel 1123. 
Il marchese Giuseppe Ricci Paracciani e la moglie, Principessa Eleonora Massimo, iniziarono negli anni '70 la trasformazione della dimora storica in un relais.